# Temnelytra subtruncata
Temnelytra subtruncata är en kackerlacksart som beskrevs av Johann Gottlieb Otto Tepper 1895. Temnelytra subtruncata ingår i släktet Temnelytra och familjen storkackerlackor. Inga underarter finns listade i Catalogue of Life.